# Dolenji Suhor pri Vinici
Dolenji Suhor pri Vinici je naselje u slovenskoj Općini Črnomelju. Dolenji Suhor pri Vinici se nalazi u pokrajini Dolenjskoj i statističkoj regiji Jugoistočnoj Sloveniji. 

## Stanovništvo
Prema popisu stanovništva iz 2002. godine naselje je imalo 43 stanovnika.